# Nicolas Poppe
Pour les articles homonymes, voir Poppe.
 (juillet 2015).
Si vous disposez d'ouvrages ou d'articles de référence ou si vous connaissez des sites web de qualité traitant du thème abordé ici, merci de compléter l'article en donnant les références utiles à sa vérifiabilité et en les liant à la section « Notes et références ».
Nicolas Poppe (en russe : Николай Николаевич Поппе, Nikolaï Nikolaïevitch Poppe ; en anglais : Nicholas Poppe), né en Chine à Yantai, dans la province du Shandong, sous la Dynastie Qing, le 27 juillet 1897 et mort à Seattle aux États-Unis, le 8 août 1991, est un linguiste russe, puis soviétique spécialisé dans les langues mongoles et plus généralement dans les langues altaïques.
Pendant la Seconde Guerre mondiale, il vit dans le Caucase, où il sert de traducteur entre les Allemands et la population locale.
Il émigre en Allemagne en 1943, puis aux États-Unis en 1949.

## Publications
- (en) Nicholas Poppe, Introduction to Mongolian comparative studies, Helsinki, Suomalais-ugrilainen seura, 1955 (OCLC 58489225)
- (en) Nicholas Poppe, Grammar of written Mongolian, Wiesbaden, Harrassowitz, 1964 (OCLC 73642463)
- (en) Nicholas Poppe, On some Altaic names of dwellings, Helsinki, Societas Orientalis Fennica, coll. « Studia Orientalia », 1964 (OCLC 58515974)
- (en) Nicholas Poppe, Mongolian language handbooke, Washington, Center for applied linguistics, coll. « Language Handbook Series », 1970, 175 p. (ISBN 978-0-87281-003-7, OCLC 90325)
- (en) Nicholas Poppe, Studies of Turkic loan words in Russian, Wiesbaden, O. Harrassowitź, 1971 (ISBN 978-3-447-01361-1, OCLC 281703)